# Aachenski mir (1748)
Za druge mirovne sporazume z enakim imenom, glej aachenski mir.
Aachenski mir je mirovni sporazum, ki je končal avstrijsko nasledstveno vojno in so ga udeleženke pogajanj podpisale v dneh od 18. oktobra do 20. novembra 1748 v Aachnu.
Mirovne pogoje sta sestavili Velika Britanija in Francija, druge udeleženke pogajanj, Nizozemska, Španija, Avstrija in Sardinija, pa so bile več ali manj postavljene pred gotova dejstva. Splošno načelo zaključkov je bilo, da se osvojitve vrnejo. Mariji Tereziji je bila priznana pravica dedovanja avstrijskih dednih dežel, toda odpovedati se je morala večini Šlezije in grofiji Glatz (Kłodzka) v korist Prusije, znatnim ozemljem v severni Italiji (zahodno od reke Ticino in jezera Maggiore) v korist Sardinije in vojvodinam Parma, Piacenza in Guastala v korist Filipa Parmskega.

## Predhodna pogajanja
Diplomati so začeli iskati možnosti za mir že koncem leta 1745, ko je bilo očitno, da je Prusija v vojni dosegla svoj namen, da si Francija od vojne v Nemčiji ne more ničesar več obetati, v Italiji pa se je itak ves čas bojevala za koristi zavezniške Španije; britanska javnost je bila razočarana zaradi drage in nekoristne vojne, Nizozemci pa si ves čas želeli le mir za varno trgovanje.
Oktobra 1746 sta se v nizozemski Bredi sestala britanski pogajalec lord Sandwich (John Montague) in francoski pogajalec markiz de Puysieulx (Louis-Philogene Brulart) (prisoten je bil tudi predstavnik Nizozemske, a brez možnostjo vplivanja na potek razgovorov) in, vzporedno z vojskovanjem na bojiščih, začela s pogajanji, ki so z velikimi presledki trajala devet mesecev. Angležem se ni mudilo, ker so po smrti španskega kralja Filipa V. (julij 1746) računali na prilagodljivejša stališča novega španskega kralja in tudi na uspeh ofenzive, ki so jo koncem leta 1746 začele avstrijsko-sardinske sile v Provansi, in katera naj bi pritegnila z Nizozemskega velik del tam tako uspešne francoske vojske. Bili pa so tudi drugi mirovni poskusi, Avstrijci so se npr. preko Dresdna skušali pogajati s Francozi.
Vendar se pričakovanja Angležev niso izpolnila, španska stališča so ostala nepopustljiva, začeli so od Britancev celo zahtevati vrnitev Gibraltarja in Majorke. Avstrijsko-sardinska ofenziva v Provansi ni uspela. Potem ko so Francozi leta 1746 zavzeli Avstrijsko Nizozemsko, so leta 1747 začeli prodirati v Republiko Nizozemsko. 2. julija 1747 je v bitki pri Laufeldtu prišel v francosko ujetništvo britanski general Sir John Ligonier, ki je postal mirovni posrednik med Ludvikom XV., ki se je tedaj mudil pri francoski vojski, in britanskim poveljnikom, vojvodo Cumberlandom (William Augustus, mlajši sin kralja Jurija II.). V teh pogajanjih je postalo jasno, da bi Ludvik XV. sprejel vsak mir, ki bi imel za osnovo angleško-francosko medsebojno izmenjavo osvojenih ozemelj.
Novi avstrijski poveljnik na Nizozemskem feldmaršal Batthyany je julija 1747 svojemu francoskemu nasprotniku, maršalu grofu von Sachsnu, posredoval avstrijski predlog mirovnih pogojev, po katerem bi bila Marija Terezija za cesarski naslov Franca Štefana in za umik Francozov iz Avstrijske Nizozemske pripravljena vrniti vojvodino Modeno (ki je bila v avstrijskih rokah od leta 1742) njenemu vojvodi, prepustiti španskemu princu Filipu "ustrezna" ozemlja v Italiji in se odpovedati zahtevi po Neaplju.
Vlada v Londonu je postala koncem leta 1747 zelo zaskrbljena zaradi francoskega prodiranja v Republiko Nizozemsko in zaradi vse večjega finančnega bremena vojne. Breme vojne je postajalo neznosno tudi za Francijo, ki jo je Britanija z delno blokado pristanišč gospodarsko vse bolj omejevala; najpomembneje pa je bilo, da so francoski ministri in zlasti kralj Ludvik XV. hoteli čim prej končati vojno. Na predlog Francije in Španije so pogajanja preselili na nevtralno ozemlje v Aachen.
Ker so britanski pogajalci v dotedanjih pogajanjih vedno prepričevali Marijo Terezijo naj se v korist miru odpove svojim deželam, je vedela, da tudi na napovedanih pogajanjih ne bodo ščitili njenih interesov; z močno diplomatsko dejavnostjo je zato v prvih tednih leta 1748 še enkrat poskusila doseči ločena pogajanja s Francozi. Predlog mirovnih pogojev, ki ga je poslala v Pariz, za Francoze ni bil sprejemljivi. Odgovorili so s svojim predlogom, med tem pa so v Aachnu stekla pogajanja.

## Pogajanja v Aachnu
Pogajanja v Aachnu so se začela 17. marca 1748. Francija je bila na bojnem polju izredno močna in bi se lahko pogajala tudi ločeno s posameznimi udeleženci vojne, a je sledila angleško-francoskim dogovorom iz Brede. Angležem se je sedaj zaradi bližajočega se vojaškega zloma Nizozemske izredno mudilo. Zato je njihov pogajalec Sandwich 30. aprila na hitro skiciral pogoje, ki so mu bili znani iz stališč pogodbenih strank v predhodnih pogajanjih. Francozi so se z napisanim takoj strinjali. Strinjali so se tudi  z zaključnim sklepom, da se pogoji uveljavijo tudi v primeru, če se katerakoli država z njimi ne bi strinjala ali bi poskušala pogajanja zavlačevati, kajti zaustavitev bojev je bila vezana na podpis preliminarnih mirovnih pogojev. Te so Anglija, Francija in Nizozemska podpisale šele šest tednov kasneje, med tem pa so Francozi 7. maja zavzeli Maastricht, ki so ga že dolgo oblegali.
Skicirani pogoji so bili za ostale udeležence veliko razočaranje, čutili so se ogoljufane. Nihče ni dobil (in ni mogel dobiti) tistega, kar si je želel in pričakoval. Še najbolj pa so snovalcem miru zamerili vzvišeni način, s katerim so jih obravnavali; z avstrijskim pogajalcem grofom Kaunitzem se niso niti poskusili posvetovati. V maju je avstrijska vlada javno protestirala proti mirovnim pogojem. Uspela je doseči le, da je bilo v pogodbi priznanje pragmatične sankcije omenjeno kot ena od osnov miru.
Francija, Velika Britanija in Nizozemska so končno mirovno pogodbo podpisale 18. oktobra 1748. Nejevolja in razočaranje ostalih udeležencev vojne se je kazala tudi v tem, da so Španci podpisali pogodbo dva dni kasneje, Avstrijci 8. novembra in predstavniki Sardinije šele 20. novembra.

## Mirovni pogoji
Glavni mirovni pogoji aachenskega miru so sledeči:
- Britanci in Francozi si medsebojno vrnejo osvojena ozemlja: Britanci vrnejo Francozom trdnjavo Louisbourg na otoku Cape Breton v Kanadi, Francozi vrnejo Britancem Madras v Indiji.
- Francozi vrnejo Avstrijcem Avstrijsko Nizozemsko in Republiki Nizozemski njena obmejna mesta.
- Avstrija vrne vojvodino Modeno njenemu vojvodi; italijanske vojvodine Parmo, Piacenzo in Guastallo prepusti španskemu princu Filipu (ki je tako postal Filip Parmski); Vigevano, Anghiero in del vojvodine Parme prepusti sardinskemu kralju Karlu Emanuelu III.
- Republiki Genovi se vrnejo vsa ozemlja, ki jih je med vojno izgubila; tudi grofija Finale (ki si jo je Karel Emanuel III. tako močno želel, ker bi mu odprla dostop do morja) se potrdi kot genovska posest.
- Prizna se pragmatična sankcija in s tem pravica Marije Terezije do dedovanja avstrijskih dednih posesti.
- Obnovi se asienta, ekskluzivna pravica za preskrbo španskih kolonij v Ameriki z afriškimi sužnji, ki jo je Španija podelila Britaniji z utrechtskim mirom (1713).
- Prusiji se potrdi suverenost nad večino Šlezije in nad grofijo Glatz (Kłodzka).
- utrdbe Dunkirka, obrnjene proti notranjosti, lahko ostanejo, medtem ko je treba tiste, ki so obrnjene proti morju podreti.

## Potem
Razen Velike Britanije, ki je bila zadovoljna, da je dokaj srečno izšla iz nezaželene vojne, so bili vsi drugi udeleženci vojne razočarani. Francozi niso mogli razumeti, da njihova vlada v pogajanjih ni uveljavila izredno velike vojaške prednosti na Nizozemskem. Maršal von Sachsen je domneval, da zato, da je Friderik II. lahko obdržal Šlezijo. Vendar je bil Friderik II. drugačnega mnenja, ko je v svojem stilu izjavil, da "Franciji vladajo idioti in ignoranti, če tako slabo izkoriščajo prednost svojega močnega položaja". Celo angleški politiki so se kasneje čudili "kako je mogoče, da so jim dali Francozi takšne pogoje in da so prelili toliko krvi in zapravili toliko sredstev za prazen nič." Javno mnenje v Parizu je sprejelo kot narodno ponižanje tudi manj pomembno postavko v pogodbi, v kateri francoska vlada obljublja, da bo s francoskega ozemlja izgnala princa Karla Edvarda Stuarta, vodjo upora leta 1745 (ker princ Francije ni hotel zapustiti, so ga prisilno izgnali v Švico).
Ozemeljske izgube je utrpela edino Avstrija. Marija Terezija se zlasti z izgubo Šlezije ni mogla sprijazniti. Še z večjim poletom je nadaljevala upravne reforme, ki jih je začela že pred vojno. Prišlo je do temeljite obnove in reorganizacije vojske. Svoje vojske so po zaključku vojne krepile in izpopolnjevale tudi druge države. Mir so očitno vsi razumeli kot premirje, kot predah pred novim spopadom (sedemletno vojno).
Aachenski mir pa je vendarle prinesel stabilnost Italiji. Nova ozemeljska razdelitev in miroljubnost novega španskega kralja Ferdinanda VI. sta omogočili, da so odločitve iz Aachna obveljale do izbruha prve koalicijske vojne leta 1792.
Nespoštovanje zavezništev in pogodb med vojno in pri mirovnih pogajanjih je politike napeljala na razmišljanja o novih zavezniških povezavah. V naslednjem desetletju je tako prišlo do povsem spremenjene politične slike Evrope.